# 106e division d'infanterie (États-Unis)
Pour les articles homonymes, voir 106e division.
La  106e division d'infanterie est une des divisions d'infanterie de l'armée de terre des États-Unis (United States Army) formée durant la Seconde Guerre mondiale.

## Création et différentes dénominations
La 106e division d'Infanterie est créée le 15 mars 1943 au cours de la Seconde Guerre mondiale, combat sur le front européen et est dissoute le 2 octobre 1945.
Elle est recréée le 1er mai 1948 puis dissoute le 12 octobre 1950.

## Historique
La 106e division d'infanteri est créée le 15 mars 1943 à Fort Jackson en Caroline du Sud avec une partie de la 80e division d'infanterie. Elle participe aux manœuvres du Tennessee au début de l'année 1944.
Arrivée en Europe, elle installe son QG à Saint-Vith, (maj. gén. Alan W. Jones) où elle relève la 2e DIUS les 11 et 12 décembre 1944 dans le secteur de l'Eifel. Elle fait partie du VIIIe Corps de la 1re armée et doit tenir un secteur d'environ 33 km avec le 14e Groupe de cavalerie (colonel Mark Devine). Ces unités occupent le front entre la 99e division d'infanterie, Ve Corps au Nord et la 28e division d'infanterie au Sud, la jonction avec cette unité se situant au Nord de Lützkampen.
Le 16 décembre 1944, lors de l'offensive des Ardennes de Von Rundstedt, les 422e et 423e régiments d'infanterie du 106e sont encerclés et coupés du reste de la division à proximité de Schönberg par la jonction des forces ennemies. Totalement isolés, le 18 décembre les deux régiments contre-attaquent mais succombant sous le nombre ils se rendent aux Allemands le 19 décembre 1944.
Le reste de la division, renforcée par le 112e régiment d'infanterie de la 28e division d'infanterie, se retire sur la rivière de l'Our, et rejoint d'autres unités à Saint-Vith. 

Avec la ville de Bastogne, au sud, Saint-Vith est une route et ville carrefour ferroviaire, essentiel pour l'objectif allemand. La prise de ces deux villes permettait aux Allemands de percer les lignes alliées puis de diviser les forces américaines et britanniques pour atteindre la ville portuaire belge d'Anvers, but de l'attaque. 

Encerclé, le lieutenant-colonel Thomas Riggs commandant le 81e bataillon de génie du 106e DIUS, organise la défense de Saint-Virth avec les éléments restant du 106e avec en particulier les 81e bataillon de génie et 423e régiments d'infanterie mais également 168e bataillon de génie. Du 17 au 21 décembre, les éléments de la 106e DIUS résisteront héroïquement contre les forces allemandes très supérieures en nombre et en armement.
Le 21 décembre, l'ensemble des unités défendant Saint-Virth décrochent, sous le feu ennemi, et se retranchent le 23 décembre sur la Salm à Vielsalm. Le 424e RI, rattaché à la 7e division blindée américaine, mène le 24 décembre une action de retardement sur Manhay.
Du 25 décembre 1944 au 9 janvier 1945 la 106e DIUS positionnée à Anthisnes est réorganisée, renforcée et réaprovionnée. Le 15 janvier 1945, elle attaque sur la ligne Ennal-Logbiermé et libère Stavelot, après de violents combats, le 18 janvier.
La défense obstinée de Saint-Vith par la 106e DIUS a ruiné l'espoir allemand de voir tomber le port d'Anvers entre leurs mains.
Début mars 1945, le 424e RI est à nouveau à la pointe du combat de pointe le long de la hauteur entre Berk et de la rivière Simmer dans la région de Septfontaines. Du 7 au 15 mars 1945 la division effectue des patrouilles de sécurité le long du Rhin puis part s'installer à Saint-Quentin pour être reconstituée.

## Théâtres d'opérations
- Seconde Guerre mondiale
  - Bataille des Ardennes
  - Bataille de Saint-Vith